# Rintger Bruch
Das Naturschutzgebiet Rintger Bruch liegt auf dem Gebiet der Stadt Viersen im Kreis Viersen in Nordrhein-Westfalen.
Das etwa 58,53 ha große Gebiet, das im Jahr 1990 unter Naturschutz gestellt wurde, erstreckt sich östlich der Kernstadt Viersen. Nördlich des Gebietes verläuft die Landesstraße L 29, östlich fließt die Niers.
Die Unterschutzstellung erfolgt 
- zur Erhaltung und Wiederherstellung von naturnahen Waldbereichen, insbesondere des Erlenbruches auf staunassen Standorten
- zur Bewahrung von Lebensstätten für geschützte Wasserpflanzen, Pflanzen der Röhrichte, des Bruchwaldes, des Moores und der Lebensstätten vor allem von Vögeln, speziell von Wasservögeln und Höhlenbrütern, von Fledermäusen, Amphibien, Reptilien, Schmetterlingen und Libellen
- zur Bewahrung des Rintger Bruches als vegetationskundlich und landeskundlich bedeutendes Relikt der ehemals großflächig versumpften Niederung der Niers